# بيترو لومباردي
بيترو لومباردي (بالألمانية: Pietro Lombardi)‏ هو مغني ألماني، ولد في 9 يونيو 1992 في كارلسروه في ألمانيا.

## وصلات خارجية
- الموقع الرسمي
- بيترو لومباردي على موقع IMDb (الإنجليزية)
- بيترو لومباردي على موقع ميوزك برينز (الإنجليزية)
- بيترو لومباردي على موقع أول ميوزيك (الإنجليزية)
- بيترو لومباردي على موقع ديسكوغز (الإنجليزية)
- بيترو لومباردي على موقع قاعدة بيانات الفيلم (الإنجليزية)